# Rien van de Weijgaert
M.A.M. (Rien) van de Weijgaert (Fijnaart, 1963) is een Nederlandse sterrenkundige en kosmoloog.

## Loopbaan
Van de Weijgaert promoveerde in 1991 cum laude aan de Universiteit Leiden op het proefschrift "Voids and the Geometry of Large Scale Structure" . Hierna werkte hij als NSERC research fellow aan het Canadese Instituut voor Theoretische Astrophysica (CITA) in Toronto, en als research assistant bij het Max Planck Instituut voor astrofysica in Garching. In 1995 keerde hij terug naar Nederland als KNAW-fellow aan het Kapteyn Instituut.
Sinds 2004 is hij hoogleraar aan het Kapteyn Instituut van de Rijksuniversiteit Groningen. Hij onderzoekt kosmische structuurvorming en de grootschalige verdeling van sterrenstelsels. Dit betreft met name de structuur en dynamica, analyse en waarnemingen van het  Kosmische Web, en van de kosmische Voids in de verdeling van materie en sterrenstelsels. Tevens heeft hij interesse in computationele geometrie, met name Voronoi en Delaunay tessellaties, en computationele topologie. Daarnaast bestudeert hij de geschiedenis van de sterrenkunde en kosmologie, met bijzondere belangstelling voor het Antikythera Mechanisme, de Hellenistische mechanische astronomische computer uit 150 v.Chr. 